# Mayu Shinjo

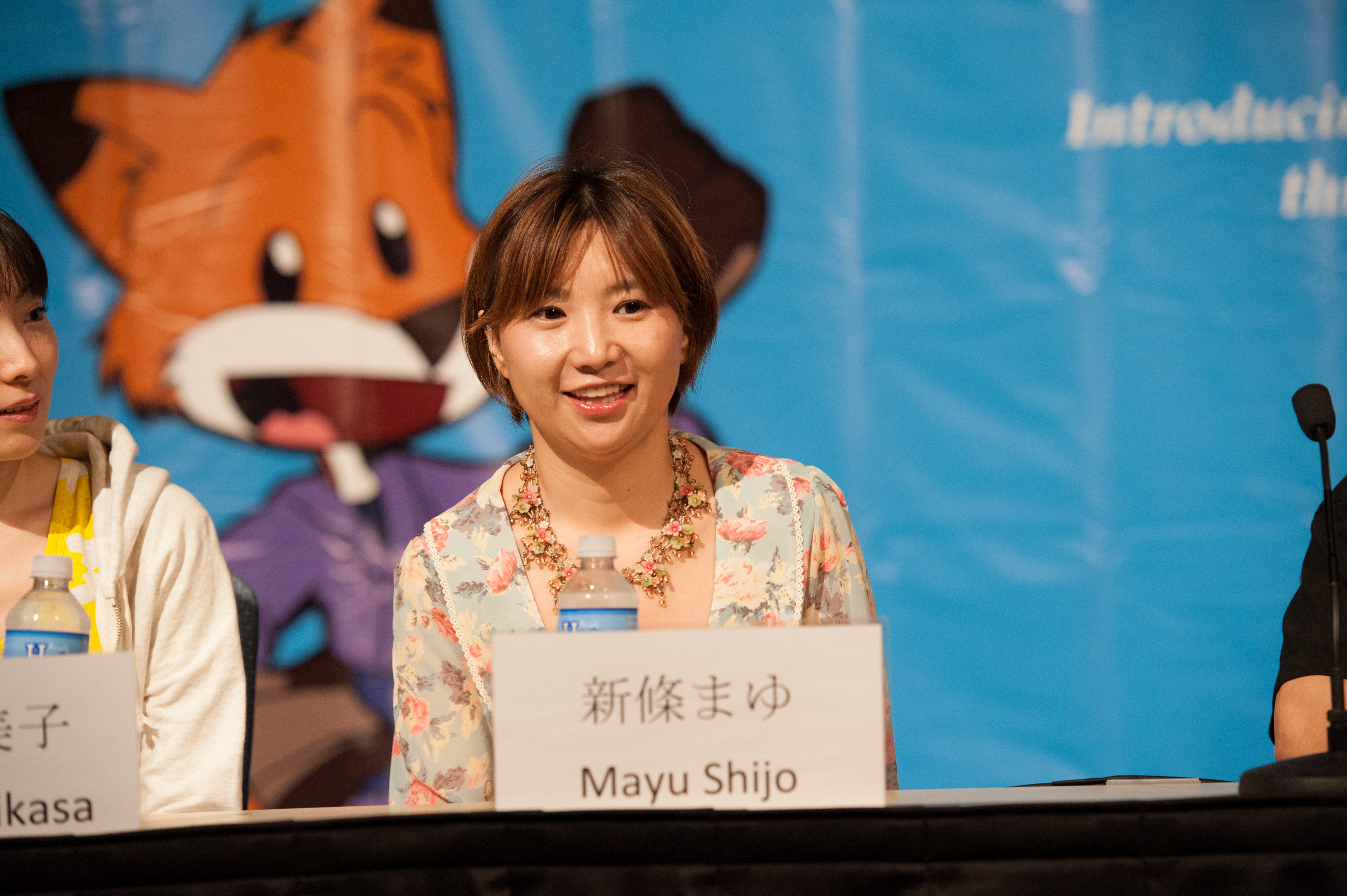
Mayu Shinjo 2012

Mayu Shinjo (jap. 新條 まゆ, Shinjō Mayu, eigentlich: 新條 真由; * 26. Januar 1973 in Emukae (heute: Sasebo), Nagasaki, Japan) ist eine japanische Manga-Zeichnerin. Ihre Werke richten sich vorwiegend an jugendliche Mädchen, sind also der Shōjo-Gattung zuzuordnen.

## Biografie
Die erste Veröffentlichung als professionelle Zeichnerin gelang Shinjo im Februar 1994 mit der Kurzgeschichte Anata no Iro ni Somaritai. Diese stellte ihre erste Arbeit für das Manga-Magazin Shōjo Comic dar. Für dieses und das ebenfalls beim Shōgakukan-Verlag publiziert werdende Magazin Cheese! arbeitet sie seitdem hauptsächlich. Es folgten weitere Kurzgeschichten sowie einige aus mehreren Kapiteln bestehende Comics wie etwa Make Love Shiyo! oder Sexy Guardian.
Ein großer Erfolg gelang ihr mit der ungefähr 2.800 Seiten umfassenden Manga-Serie Kaikan Phrase, die von 1997 bis 2000 in Shōjo Comic erschien. Der Comic handelt von einem Mädchen, das sich in einen beliebten Sänger und Songtextschreiber verliebt und mit diesem eine Liebes- und Erotikbeziehung aufbaut. Kaikan Phrase wurde als Anime-Serie verfilmt, die siebzehn Sammelbände verkauften sich in Japan circa sieben Millionen Mal.
Von 2001 bis 2002 widmete sich Shinjo dem Manga Virgin Crisis. Das im Shōjo Comic veröffentlichte und in vier Büchern gesammelt erschienene Werk beschreibt ein Mädchen, das auf den Teufel in Gestalt eines attraktiven Mannes trifft und einen Pakt mit ihm beschließt, nach dem er ihre Jungfräulichkeit haben könne, wenn er dafür den Schwarm des Mädchens dazu bringe, sich in es zu verlieben. Weitere erfolgreiche Comics von Shinjo sind etwa das aus circa 1.500 Seiten bestehende Haou Airen und das ungefähr 1.100-seitige Love Celeb. Die sieben Sammelbände von Love Celeb verkauften sich in Japan über 1,2 Millionen Mal.
In vielen Werken der Zeichnerin steht eine unschuldige Jugendliche im Vordergrund, die auf einen begehrenswerten Mann trifft und von diesem (erste) erotische oder romantische Erfahrungen erhält. Ihr Werk wurde ins Deutsche, Englische, Spanische und Französische übersetzt.

## Werke (Auswahl)
- Anata no Iro ni Somaritai (あなたの色に染まりたい), 1994
- Taboo ni Daite (TABOOに抱いて), 1995
- Make Love Shiyo! (Make Loveしよ!!), 1995
- Sukishite Sadist (すきしてサディスト, Sukishite Sadisuto), 1996
- Sexy Guardian (SEXYガーディアン, Sexy Gādian), 1997
- Kaikan Phrase (快感♥フレーズ, Kaikan Furēzu), 1997–2000
- Anata ni Tsunagaretai (あなたに繋がれたい), 2000
- Virgin Crisis (悪魔なエロス, Akuma na Erosu), 2001–2002
- Haou Airen (覇王♡愛人, Haō Airen), 2002–2004
- Love Chains (君さえも愛の鎖, Kimi sai mo ai no kusari), 2003–2004
- Motto Oshiete (もっと教えて), 2003
- Love Celeb (ラブセレブ, Rabu Serebu), 2004–2006
- Sex=Love², 2006–2007
- Blaue Rosen (愛を歌うより俺に溺れろ!, Ai o Utau yori Ore ni Oborero!), 2006–2007
- The Diamond of Heart (ハートのダイヤ, Hāto no Daiya), seit 2009
- Ai Ore! Love me! (愛俺! 〜男子校の姫と女子校の王子〜, Ai Ore! – Danshikō no Hime to Joshikō no Ōji), seit 2008 (Fortführung von Blaue Rosen nach japanischem Verlagswechsel)
- Ghost Love Story (あやかし恋絵巻; 妖怪恋绘卷, Ayakashi koi emaki), seit 2008